# Антанаклазис
Антанаклазис, также антанакласис (от др.-греч. ἀντανάκλασις — отражение, преломление) — стилистический прием, представляющий собой повтор слов с разными смысловыми оттенками или в двух контрастных значениях; «может выражаться как одной и той же, так и разными формами одного и того же слова»; распространён в языках, которые содержат большое количество омонимов (английский, немецкий, французский и др.). В художественной литературе и публицистике, как правило, используется для создания комического эффекта; с его помощью строятся каламбуры и вообще двусмысленности. В то же время создание контраста на основе разных значений (иногда противоположных) одного и того же слова может усиливать драматическое воздействие и убедительность речи, придавать ей экспрессивность. Неслучайно примеры антанакласиса содержатся во многих пьесах Уильяма Шекспира, причём не только в комедиях («Двенадцатая ночь»), но и в трагедиях («Гамлет», «Генрих V», «Отелло» и др.).

## Примеры
- Put out the light, then put out the light. («Задуть огонь, потом задуть огонь»), то есть Отелло задует светильник (или погасит свечу), затем убьёт Дездемону, погасив свет её жизни (Шекспир, «Отелло», V, 2).
- «Защитник вольности и прав / В сем случае совсем не прав» (А. С. Пушкин, «Евгений Онегин», 1, XXIV).
- «Он подавал надежды прежде, / Теперь доносы подает» (Д. Д. Минаев).